# Cordel-literatuur

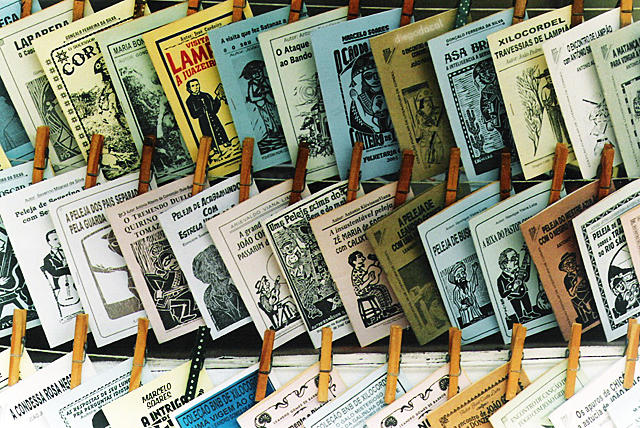
Cordel-literatuur

Cordel-literatuur (van het Portugese Literatura de cordel, letterlijk draadliteratuur) zijn populaire en goedkoop gedrukte boekjes en pamfletten met folkloristische romans, poëzie en liedjes die worden geproduceerd en verkocht op markten en door straatverkopers. Ze worden aan draden gehangen om ze tentoon te stellen aan potentiële klanten.
Ze worden vaak in zwart-wit gedrukt, in quarto-formaat, met houtsnede-illustraties. De cordel-literatuur kwam op in de jaren 1920 en 1930, met de populaire legende cangaceiros van Lampião, een bende van vogelvrij verklaarde bandieten die de regio gedurende twintig jaar terroriseerden. Ook de oorlog van Canudos, een militair conflict in Bahia, was een veelvuldig thema. 
Cordel-literatuur is nog steeds te vinden in de noordoostelijke staten van Brazilië, met name Pernambuco, Paraíba en Ceará.